# رامون سارو
رامون دي ليما سارو (بالبرتغالية: Ramon Saro‏) (من مواليد 26 يوليو 1991) هو لاعب كرة قدم برازيلي يلعب كقلب دفاع.
في 19 يناير 2017 ، أعلن الاتحاد الآسيوي لكرة القدم أن سارو وأحد عشر لاعبًا برازيليًا آخر غير مؤهلين لتمثيل تيمور الشرقية. وبعد ذلك بشهرين، أعلنت وزارة العدل في تيمور الشرقية أن جواز سفر تيمور الشرقية الذي حصل عليه أصبح لاغيا وباطلا.

## روابط خارجية
- رامون سارو على موقع قاعدة بيانات كرة القدم.إي يو (الإنجليزية)
- رامون سارو على موقع ناشيونال فوتبول تيمز (الإنجليزية)